# Дурнинець
Дурнинець (пол. Durniniec) — гірський потік в Україні, у Надвірнянському районі Івано-Франківської області у Галичині. Правий доплив Бистриця Надвірнянської, (басейн Дністра).

## Опис
Довжина потоку 8 км, найкоротша відстань між витоком і гирлом — 6,42 км, коефіцієнт звивистості потоку — 1,25 . Формується потоками та багатьма безіменними струмками. Потік тече в Українських Карпатах.

## Розташування
Бере початок на північних схилах гори Дурня (1704,6 м). Тече переважно на північний схід через урочище Над Згорами і у селі Климпуші впадає у річку Бистрицю Надвірнянську, праву притоку Бистриці.